# Sergej Ivanovič Taneev
Sergej Ivanovič Taneev (in russo Сергей Иванович Танеев?; Vladimir, 25 novembre 1856 – Mosca, 19 giugno 1915) è stato un compositore e pianista russo.

## Biografia

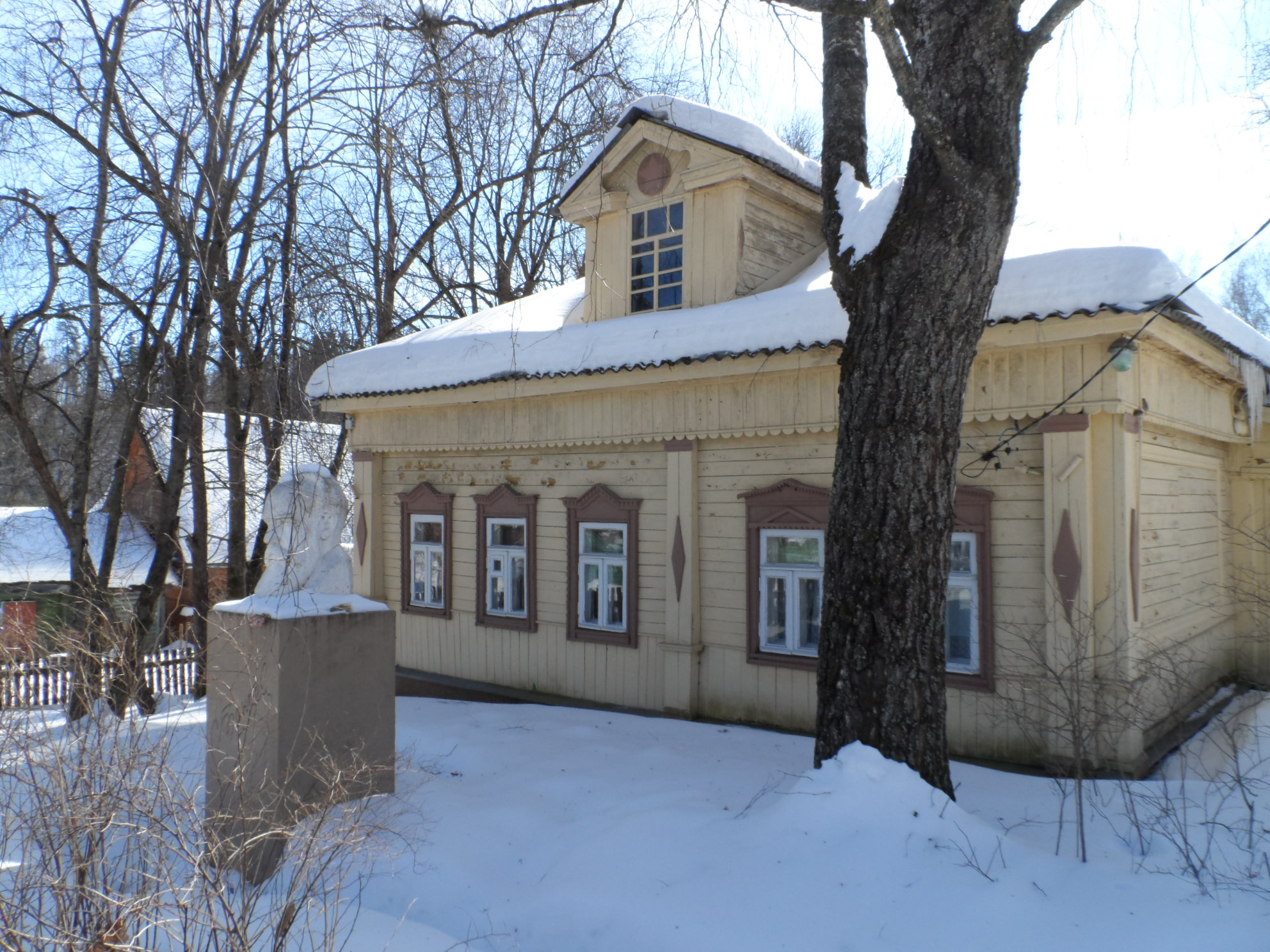
Museo del compositore Taneev nel villaggio di Dyutkovo

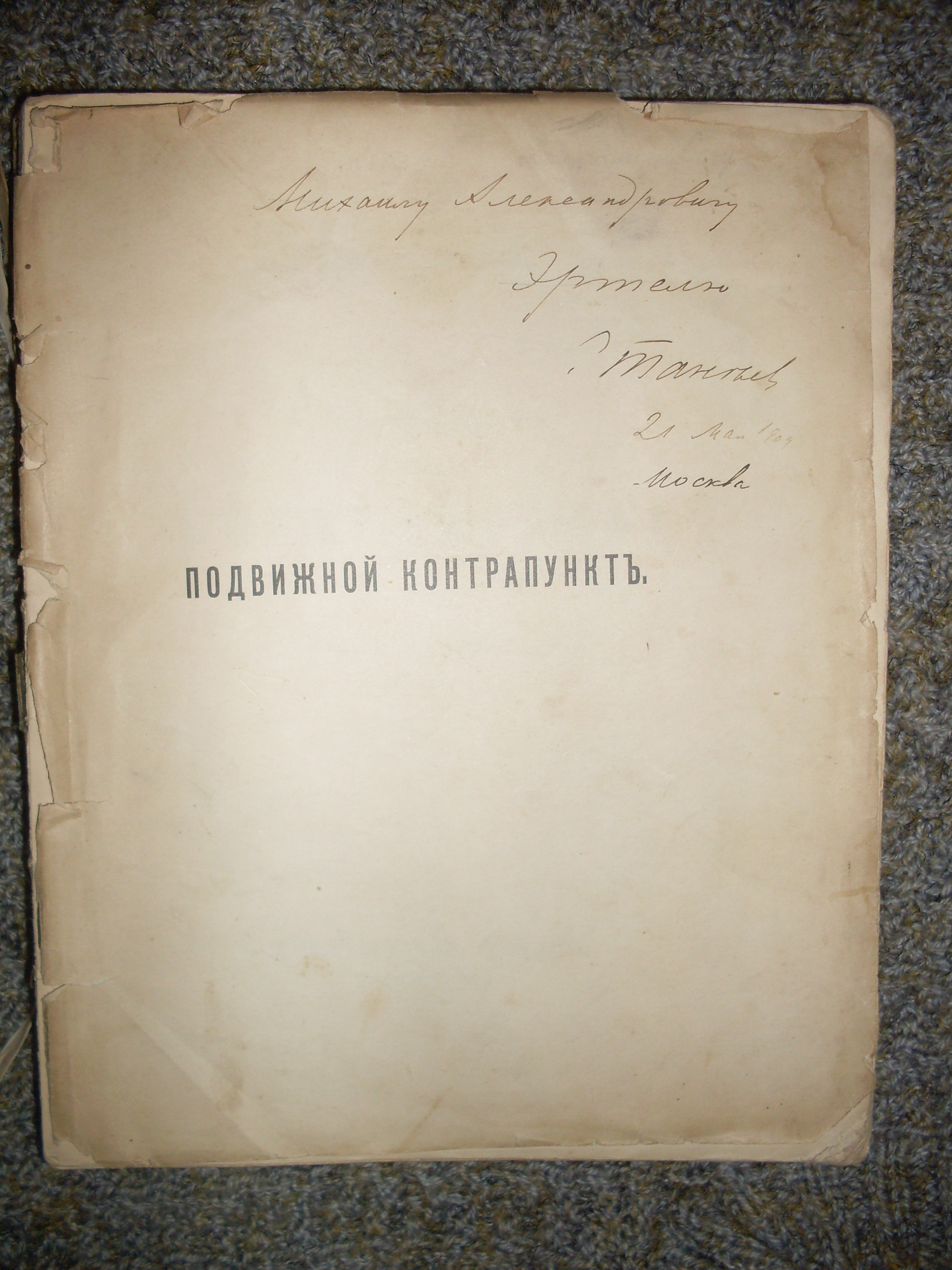
Libro di Taneev con la dedica dell'autore

Taneev nacque in una famiglia della nobiltà russa, caratterizzata da una profonda cultura e conoscenza delle letterature.
Studiò musica sin dall'età di cinque anni tramite lezioni private, quindi, quando la sua famiglia si trasferì a Mosca, all'età di nove anni frequentò il Conservatorio locale, sotto la guida di Anton Rubinštejn per quanto riguarda il pianoforte e Čajkovskij per la composizione.
Nell'anno del suo diploma, il 1875, effettuò numerosi tour europei e partecipò come solista alla première di Čajkovskij del Concerto per pianoforte n.1 e a quella moscovita del Concerto n. 2.
Nel 1878, divenne insegnante di armonia e strumentazione al Conservatorio moscovita e successivamente anche di pianoforte e composizione. Tra i suoi allievi figurano Skrjabin e Rachmaninov. Per cinque anni, dal 1885, assunse il ruolo di direttore dello stesso istituto.
Taneev fu un uomo di grande erudizione, basti pensare che oltre alla musica, fece studi accurati nei campi delle scienze sociali, della storia, della matematica, oltre che della filosofia.
Taneev svolse una proficua attività di ricerca nel campo della teoria della musica, che culminò con i suoi due voluminosi trattati intitolati Contrappunto imitativo in stile severo, risultato di 20 anni di lavoro, che tocca l'aspetto matematico della musica e in qualche modo influenzò il suo modo di comporre, basato più che sulla spontaneità creativa, sulla teoretica analisi e preparazione meticolosa del materiale musicale; a questo riguardo significativo fu il libro "Trattato del canone e della fuga".
Tra le sue composizioni principali, annoveriamo: la trilogia drammatica Oresteia (1884/95), la cui overture è del 1889; 4 sinfonie per orchestra, quintetti e quartetti per archi, composizioni per pianoforte, liriche vocali.
Nel 1895 – era da anni un conoscente della famiglia Tolstoj – prese in affitto un annesso della tenuta di Jasnaja Poljana, dove vivevano Lev e Sof'ja. Assieme a lui abitava il giovane allievo Julij Pomerancev, e frequenti erano i contatti con gli illustri vicini, tanto che con Tolstoj giocò spesso a scacchi e a tennis. La moglie dello scrittore, afflitta dalla crisi coniugale, pare si invaghisse di lui, che però respinse ogni profferta, incline, come si evince dal suo diario, all'amore omosessuale.

## Opere principali

### Musica per orchestra
- Sinfonia n.1 in mi minore (1874)[3]
- Sinfonia n.2 in si bemolle maggiore (1875)[4]
- Sinfonia n.3 in re minore (1884)
- Sinfonia n.4 in do minore (1898)
- Concerto per pianoforte e orchestra in mi bemolle maggiore (1875)
- Concerto Overture "Oresteia" op. 6 (1889)
- Concerto Suite Sol minor op. 28 per violino e orchestra (1909)

### Musica vocale
- Oresteia, opera da Eschilo (1884-94)
- Giovanni di Damasco, cantata op. 1 (1884)
- Dopo aver letto un salmo, cantata op. 36 (1915)
- 12 cori a cappella da Yakov Polonski op. 27 (1909)
- 16 cori a cappella da  Konstantin Balmont. Op 35 (1912/13)
- altri lavori corali
- canzoni

### Musica da camera
- Quartetto d'archi n. 1 in Si minore op. 4 (1890)
- Quartetto d'archi n. 2 in Do maggiore op. 5 (1894/95)
- Quartetto d'archi n. 3 in Re minore, op. 7 (1886, rev. 1896)
- Quartetto d'archi n. 4 in La minore op. 11 (1898/99)
- Quartetto d'archi n. 5 in La maggiore op. 13 (1902/03)
- Quartetto d'archi n. 6 in Si maggiore op. 19 (1903-05)
- 3 postumi pubblicati come quartetti d'archi n. 7-9 (Mi bemolle maggiore, 1880, Do maggiore, 1883)
- Trio d'archi Re maggiore per violino, viola e violoncello (1879/80)
- Trio d'archi Re maggiore op. 21 per 2 Violini e Viola (1907)
- Trio d'archi Mi maggiore op. 31 per violino, viola e tenore viola (1910/11)
- Trio d'archi in Si minore per violino, viola e violoncello (1913, parzialmente solo abbozzato)
- Quintetto di archi in Sol maggiore op 14 per 2 violini, viola e 2 violoncelli (1901)
- Quintetto d'archi Do maggiore op. 16 per 2 Violini, 2 Viole e Violoncello (1903/04)
- Sonata in La minore per violino (1911)
- Trio Re maggiore op. 22 per piano (1906-08)
- Quartet Mi maggiore op. 20 per piano (1902-06)
- Quintetto di pianoforte in Sol minore op. 30 (1910/11)
- Musica per pianoforte
- Preludio e Fuga in Sol diesis minore op. 29 (1910)